# Zdislav
Zdislav je mužské jméno slovanského původu, jedná se o mužský protějšek ženského jména Zdislava. Je složené ze dvou článků Zde "učinit", "udělat" a slav "sláva". Další variantou je Zdeslav či Zdík.
V českém občanském kalendáři má svátek 29. ledna.

## Domácí podoby
Zdeněk (osamostatnilo se), Zdešek, Zdina, Zdišek, Zdeňa, Slávek

## Zahraniční varianty
- Zdislav – slovensky
- Zdzisław – polsky
- Sdeslav – starorusky
- Zdeslav – chorvatsky

## Statistické údaje
Následující tabulka uvádí četnost jména v ČR a pořadí mezi mužskými jmény ve srovnání dvou roků, pro které jsou dostupné údaje MV ČR – lze z ní tedy vysledovat trend v užívání tohoto jména:
| Rok       | Četnost   | Pořadí   |
| 1999      | 366       | 236.     |
| 2002      | 354       | 237.     |
| Porovnání | o 12 méně | o 1 hůře |
| 2006      | 332       | 292.     |

Změna procentního zastoupení tohoto jména mezi žijícími muži v ČR (tj. procentní změna se započítáním celkového úbytku mužů v ČR za sledované tři roky 1999-2002) je -2,6%.

## Známí nositelé jména
- Zdislav ze Zvířetic – rektor Univerzity Karlovy